# Crochet d'attelage

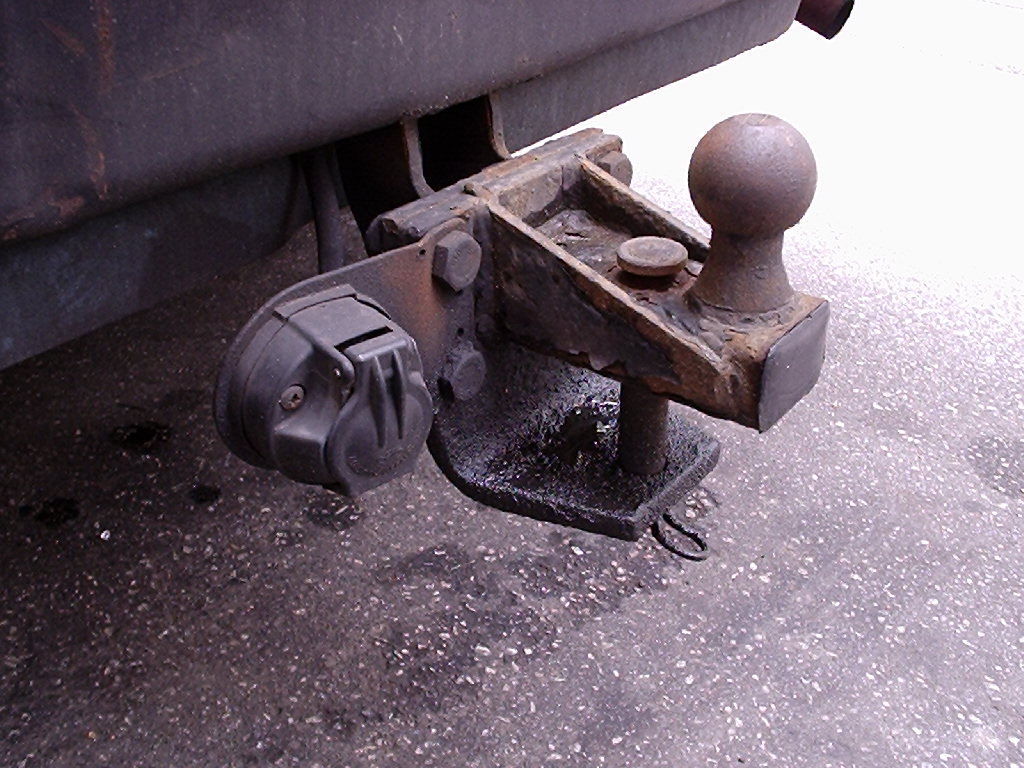
Une boule d'attelage.

Un crochet d'attelage, une boule d'attelage ou une attache-remorque (plus rarement barre d'attelage, pour désigner le crochet et sa structure de fixation au châssis) est un dispositif situé à l'arrière d'une automobile conçu pour y attacher une remorque.
Il est créé dans les années 1930 par René Renault à Luneray au sein de la SIARR (Société industrielle des attelages René Renault). Son fils, Daniel Renault, commercialise le produit à l’étranger. Il existe deux types d'attelage : l'attelage récepteur et l'attelage de remorquage.